# ستاد طنطا
ستاد طنطا يقع في مدينة طنطا بمحافظة الغربية ، ويعتبر الملعب الرئيسي لنادي طنطا الرياضي، وتبلغ سعته الإجمالية نحو عشرين الف متفرج تقريبا وذلك لعدم وجود قياس معتمد لعدد الجمهور.